# Ceratizit-WNT Pro Cycling Team/Saison 2023

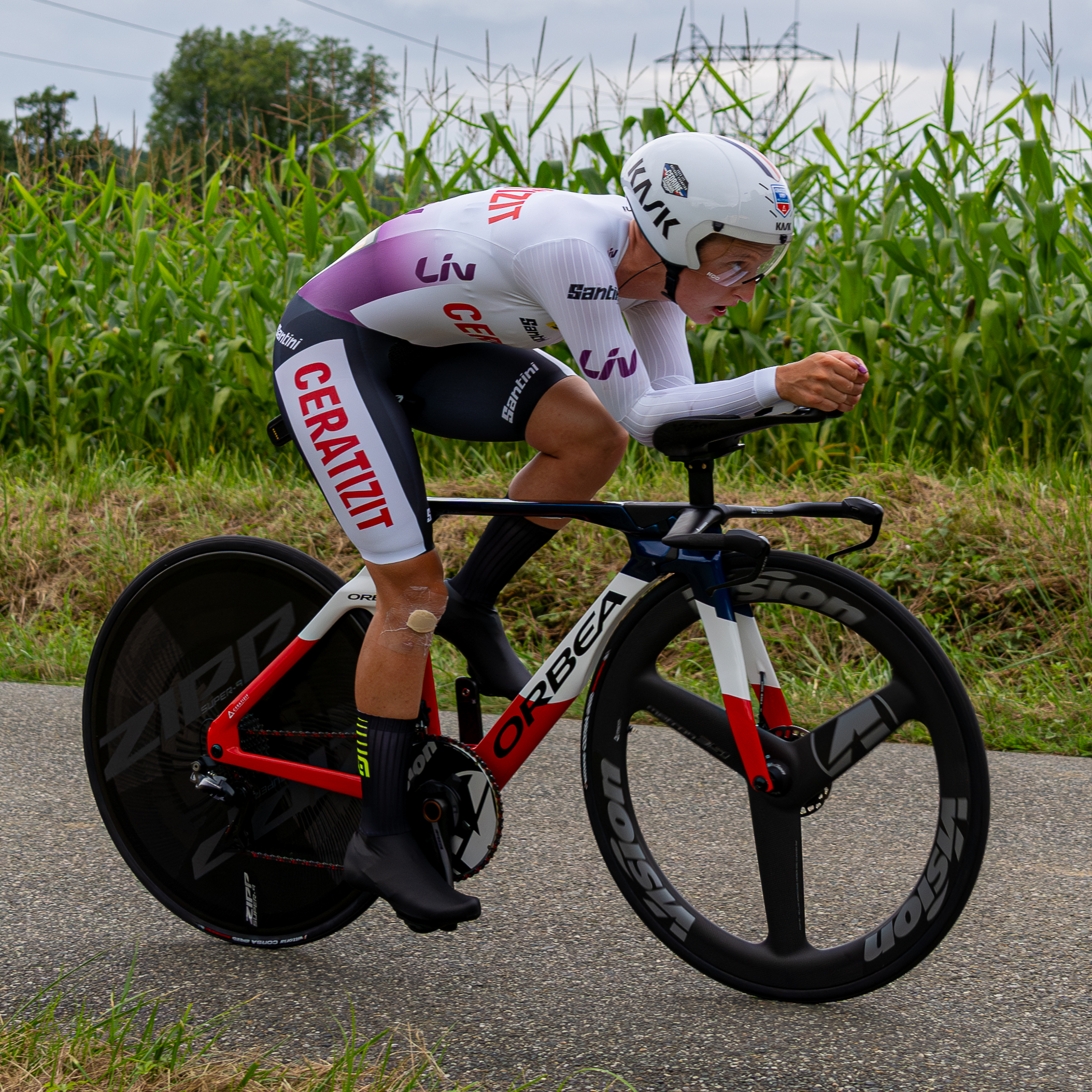
Cédrine Kerbaol bei der Pau Tour der Frauen 2023 beim Zeitfahren

Diese Liste beschreibt die Mannschaft und die Siege des Radsportteams Ceratizit-WNT Pro Cycling in der Saison 2023.

## Mannschaft
| Teamkader 2023          | Teamkader 2023    | Teamkader 2023         | Teamkader 2023                         |
| Name                    | Geburtsdatum      | Land                   | Vorheriges Team                        |
| ----------------------- | ----------------- | ---------------------- | -------------------------------------- |
| Sandra Alonso           | 19. August 1998   | Spanien                | Bizkaia-Durango (2021)                 |
| Katie Archibald         | 12. März 1994     | Vereinigtes Königreich | Wiggle High5 (2018)                    |
| Alice Maria Arzuffi     | 19. November 1994 | Italien                | Valcar-Travel & Service (2022)         |
| Laura Asencio           | 14. Mai 1998      | Frankreich             | DN Auvergne-Rhône Alpes (2018)         |
| Nina Berton             | 3. August 2001    | Luxemburg              | Andy Schleck-CP NVST-Immo Losch (2022) |
| Franziska Brauße        | 20. November 1998 | Deutschland            |                                        |
| Mylène de Zoete         | 3. Januar 1999    | Niederlande            | AG Insurance NXTG (2022)               |
| Lana Eberle             | 28. November 2003 | Deutschland            |                                        |
| Arianna Fidanza         | 6. Januar 1995    | Italien                | Team BikeExchange-Jayco (2022)         |
| Martina Fidanza         | 5. November 1999  | Italien                | Isolmant-Premac-Vittoria (2021)        |
| Nadine Gill             | 19. April 1991    | Deutschland            | Sopela Women's Team (2022)             |
| Cédrine Kerbaol         | 15. Mai 2001      | Frankreich             | Cofidis (2022)                         |
| Marta Lach              | 26. Mai 1997      | Polen                  | CCC-Liv (2020)                         |
| Hanna Nilsson           | 16. Februar 1992  | Schweden               | Lotto Soudal Ladies (2021)             |
| Kathrin Schweinberger   | 29. Oktober 1996  | Österreich             | Doltcini-Van Eyck-Proximus (2021)      |
| Lea Lin Teutenberg      | 2. Juli 1999      | Deutschland            |                                        |
|                         |                   |                        |                                        |
| Quelle: ProCyclingStats |                   |                        |                                        |

## Siege
| Siege    | Siege                                                          | Siege      | Siege  | Siege            | Siege |
| Datum    | Rennen                                                         | Staat      | Klasse | Siegerin         |       |
| -------- | -------------------------------------------------------------- | ---------- | ------ | ---------------- | ----- |
| 29. Jan. | Women Cycling Pro Costa De Almería                             | Spanien    | 1.1    | Arianna Fidanza  |       |
| 18. Mär. | Tour de Normandie Féminin, 2. Etappe                           | Frankreich | 2.1    | Cédrine Kerbaol  |       |
| 19. Mär. | Tour de Normandie Féminin, Gesamtwertung                       | Frankreich | 2.1    | Cédrine Kerbaol  |       |
| 10. Apr. | Ronde de Mouscron                                              | Belgien    | 1.1    | Martina Fidanza  |       |
| 9. Mai   | Tour de Bretagne féminin, 1. Etappe                            | Frankreich | 2.1    | Marta Lach       |       |
| 21. Jun. | Luxemburger Meisterschaften, Einzelzeitfahren der Frauen       | Luxemburg  | CN     | Nina Berton      |       |
| 2. Aug.  | Französische Meisterschaften, Einzelzeitfahren der Frauen      | Frankreich | CN     | Cédrine Kerbaol  |       |
| 24. Aug. | Giro della Toscana Femminile – Memorial Michela Fanini, Etappe | Italien    | 2.2    | Franziska Brauße |       |
| 10. Sep. | Choralis Fourmies Féminine                                     | Frankreich | 1.2    | Marta Lach       |       |
| 13. Sep. | Saint-Feuillien Grand Prix de Wallonie                         | Belgien    | 1.1    | Marta Lach       |       |
| 12. Okt. | Tour of Chongming Island, 1. Etappe                            | China      | 2.WWT  | Mylène de Zoete  |       |

## UCI-Weltranglisten-Platzierungen
| UCI-Ranking | UCI-Ranking           | UCI-Ranking            | UCI-Ranking |
| Fahrerin    | Fahrerin              | Land                   | Punkte      |
| ----------- | --------------------- | ---------------------- | ----------- |
| 27.         | Marta Lach            | Polen                  | 1202.7 P.   |
| 42.         | Cédrine Kerbaol       | Frankreich             | 837.7 P.    |
| 59.         | Martina Fidanza       | Italien                | 623 P.      |
| 66.         | Arianna Fidanza       | Italien                | 556 P.      |
| 72.         | Mylène de Zoete       | Niederlande            | 533 P.      |
| 77.         | Kathrin Schweinberger | Österreich             | 498 P.      |
| 177.        | Alice Maria Arzuffi   | Italien                | 212 P.      |
| 229.        | Sandra Alonso         | Spanien                | 154.3 P.    |
| 314.        | Lea Lin Teutenberg    | Deutschland            | 109 P.      |
| 324.        | Nina Berton           | Luxemburg              | 106 P.      |
| 564.        | Nadine Gill           | Deutschland            | 44 P.       |
| 775.        | Laura Asencio         | Frankreich             | 23 P.       |
| 924.        | Franziska Brauße      | Deutschland            | 14 P.       |
| 952.        | Hanna Nilsson         | Schweden               | 11 P.       |
| 1166.       | Katie Archibald       | Vereinigtes Königreich | 5 P.        |
| 1444.       | Lana Eberle           | Deutschland            | 1 P.        |